# 이노우에 겐자부로
이노우에 겐자부로(井上源三郎)는 신센구미의 6번대 대장이다. 휘는 가즈시게(一重)이며 후에 가즈타케(一武)로 바꾼다. 무사시국 히노 출신.